# Dendrocalamus longispathus
Dendrocalamus longispathus là một loài thực vật có hoa trong họ Hòa thảo. Loài này được (Kurz) Kurz mô tả khoa học đầu tiên năm 1875.